# Brunflo
Brunflo er en by i Östersunds kommun i Jämtlands län i landskapet Jämtland i Sverige. I 2010 havde byen  	3.890 indbyggere. Brunflo ligger cirka 16 kilometer sydøst for Östersund, i den indre del af Brunfloviken i Storsjön, og er Jämtlands næst største by.
Brunflo var tidligere en stationsby med tidstypisk bebyggelse. Stedet har udsigt over Storsjöbygden, med marker, skov og sø. Man kan rejse til Brunflo med lokaltog eller bus fra Östersund. Der går også fjernbusser fra Sundsvall, Mora og Stockholm. Hovedvejene E45 og E14 passerer gennem byen.
Brunflo kirke og kastal (et tårnlignende vagt- og forsvarsbyggeri fra middelalderen) ligger lige udenfor centrum. Kastalen er et af det nordlige Sveriges mærkeligste bygningsværker fra  1100-tallet. I 1600-tallets mange krige blev kastalen brugt som forsvarsværk, bl.a. i 1644, da der rasede kampe omkring kirken og lagmannsgården, som lå 500 m nord for kirken. Jämtlands lagmannsgård Hagnastadha er fra folkevandringstiden, og blev i middelalderen sæde for alle lagmænd i Jämtland frem til 1645, da Jämtland blev et svensk landskap.
Den lokale industri har i lang tid vært domineret af brydning af den lokale ordovisiske kalksten. Gusta Stenmuseum skildrer Brunflos traditin med brydning af kalksten.

## Eksterne kilder og henvisninger
1. ↑  ”Tätorter; arealer, befolkning”. Statistiska centralbyrån. Læst 16 juni 2011.

- Brunflo.nu Arkiveret 16. oktober 2008 hos  Wayback Machine
- Brunflo hembygdsförening Arkiveret 22. maj 2013 hos  Wayback Machine
- Gusta Stenmuseum Arkiveret 25. oktober 2008 hos  Wayback Machine
- Brunflo kastal i Fotevikens Museums database Arkiveret 13. august 2010 hos  Wayback Machine
- Östersunds kommune

63°05′N 14°49′Ø / 63.083°N 14.817°Ø